# Mumetopia occipitalis
Mumetopia occipitalis är en tvåvingeart som beskrevs av Axel Leonard Melander 1913. Mumetopia occipitalis ingår i släktet Mumetopia och familjen sumpflugor. Inga underarter finns listade i Catalogue of Life.